# Castelo de São Francisco (Las Palmas de Gran Canaria)
O Castelo de São Francisco, também referido em castelhano como  Castillo de San Francisco del Risco e Castillo del Rey, localiza-se no município e cidade de Las Palmas de Gran Canaria, na província de Las Palmas, na ilha de Grã Canária, no arquipélago das Canárias, na Espanha.

## História
Foi erguido em virtude de uma petição do Cabildo de Gran Canaria em 1595, na sequência do ataque do corsário inglês Francis Drake em outubro daquele ano. O seu local foi escolhido depois de comprovada, após aquele ataque, a boa defesa proporcionada pelo chamado "Risco de San Francisco". As suas obras foram prolongadas e, em 1625 ainda se encontravam em progresso.
Em 1898, por Real Orden, foi determinada a sua demolição; entretanto, deveria ser mantida até que se construísse uma nova fortificação com características semelhantes na zona, o que jamais ocorreu, permitindo com que a antiga fortificação chegasse até aos nossos dias.
Até ao final do Predefinição:Sé foi utilizada como prisão militar.
Em 22 de abril de 1949 foi declarado Monumento Histórico Artístico, sendo assim protegido pela Declaração genérica do Decreto de 22 de abril de 1949, e da Lei nº 16/1985 sobre o Património Histórico Espanhol.
Ainda que se encontre em estado de abandono, o seu estado geral de conservação é bom.

## Características
Integra um conjunto fortificado na meseta do Risco de San Francisco com uma superfície de 222 910 m², dos quais esta fortificação ocupa 5 750 m².